# Chiesa della Beata Maria Vergine dei Boschi (Poggio Renatico)
La chiesa della Beata Maria Vergine dei Boschi è la parrocchiale di Madonna Boschi, frazione di Poggio Renatico in provincia di Ferrara. Appartiene all'arcidiocesi di Ferrara-Comacchio e risale al XIII secolo.

## Storia
In periodo medievale la zona dove sorge la chiesa era paludosa con aree che si alzavano formando quasi piccole isole, come avveniva in molte altre aree della provincia di Ferrara definite polesini. In quel punto dove si toccano Ferrara, Bologna e Modena cresceva un rovere secolare e sul sito fu costruito attorno al XIII secolo un piccolo oratorio.
Nel 1643 dove sorgeva quel primo edificio religioso venne edificata la chiesa che fu dedicata alla Maria Vergine dei Boschi perché papa Urbano VIII aveva donato alla comunità un piccolo e prezioso quadro con l'immagine della Madonna destinata alla Cella dei boschi e quasi un secolo più tardi papa Benedetto XIV concesse la denominazione di Patrona dei boschi. In tal modo lo stesso paese (poi frazione di Ferrara) divenne Madonna dei Boschi.
La chiesa ottenne dignità di curazia (assieme a Coronella) in seguito ad un accordo tra Giovanni Battista Nasalli Rocca di Corneliano, arcivescovo metropolita di Bologna, e Ruggero Bovelli, arcivescovo metropolita di Ferrara. In seguito Natale Mosconi, arcivescovo metropolita di Ferrara, la elevò alla dignità di parrocchia nella seconda metà del XX secolo.
Nel 2011 fu oggetto di vari restauri che toccarono le parti esterne sia dell'edificio sia della torre campanaria, oltre alle porte.
Dopo il terremoto dell'Emilia del 2012 i danni subiti sono stati notevoli hanno reso l'edificio inagibile.

## Descrizione
L'abitato della frazione di Madonna Boschi non è molto esteso e la chiesa si trova al suo centro.
La facciata ha una parte centrale con struttura a capanna e frontone classicheggiante affiancata da due salienti e le tre parti sono separate da lesene. L'ingresso principale architravato è affiancato ai lati da altri due ingressi secondari.
La sala interna è suddivisa in tre navate e la parte presbiteriale termina con un'abside a pianta quadrangolare.